# Vaccinium monetarium
Vaccinium monetarium är en ljungväxtart som beskrevs av Herman Otto Sleumer. Vaccinium monetarium ingår i Blåbärssläktet, och familjen ljungväxter. Inga underarter finns listade i Catalogue of Life.